# James Corson
James Hunt „Jim” Corson (ur. 14 stycznia 1906 w Modesto w Kalifornii, zm. 12 listopada 1981 w Burlingame w Kalifornii) – amerykański lekkoatleta (dyskobol), medalista olimpijski z 1928.
Zdobył brązowy medal w rzucie dyskiem na igrzyskach olimpijskich w 1928 w Amsterdamie (wyprzedzili go jego rodak Clarence Houser oraz Antero Kivi z Finlandii).
Zdobył w tej konkurencji akademickie mistrzostwo Stanów Zjednoczonych (NCAA) w 1927.
Ukończył University of Pacific, a dyplom magistra uzyskał na University of Southern California. Później pracował jako trener i wykładowca uniwersytecki, dochodząc do funkcji tymczasowego prezydenta Willamette University w latach 1972-1973.